# (2281) Biela
Pour les articles homonymes, voir Biela.
(2281) Biela est un astéroïde de la ceinture principale.

## Description
(2281) Biela est un astéroïde de la ceinture principale. Il fut découvert le 26 octobre 1971 à Bergedorf par Luboš Kohoutek. Il présente une orbite caractérisée par un demi-grand axe de 2,19 UA, une excentricité de 0,14 et une inclinaison de 1,5° par rapport à l'écliptique.

## Compléments